# 대한민국 공직선거법
대한민국 공직선거법(大韓民國 公職選擧法, 영어: Korea, Republic of: Public Official Election Act)은 대한민국의 법률 제4739호(1994년 3월 16일)에 의해 기존의 「대통령선거법」 · 「국회의원선거법」 · 「지방의회의원선거법」 및 「지방자치단체의장선거법」 등 4개의 선거관련법을 통합하여 「공직선거 및 선거부정방지법」이란 이름으로 공포 · 제정되었다. 2005년 8월 4일, 제21차 일부개정으로 그 명칭이 「공직선거법」으로 변경되었다. 헌법과 지방자치법에 의한 선거가 국민의 자유로운 의사와 민주적인 절차에 의하여 공정히 행하여지도록 하고, 선거와 관련한 부정을 방지함으로써 민주정치의 발전에 기여함을 목적으로 하는 법률이다.

## 현행 공직선거법
공직선거법은 제정 이래 77차례의 개정을 거쳤다. 마지막 개정은 2020년 1월 14일에 법률 제16864호로 이뤄졌다.
- 제1장 총칙
- 제2장 선거권과 피선거권
- 제3장 선거구역과 의원정수
- 제4장 선거기간과 선거일
- 제5장 선거인명부
- 제6장 후보자
- 제6장의2 정당의 후보자 추천을 위한 당내경선
- 제7장 선거운동
- 제8장 선거비용
- 제9장 선거와 관련 있는 정당활동의 규제
- 제10장 투표
- 제11장 개표
- 제12장 당선인
- 제13장 재선거와 보궐선거
- 제14장 동시선거에 관한 특례
- 재외선거에 관한 특례
- 제15장 선거에 관한 쟁송
- 제16장 벌칙
- 제17장 보칙
- 부칙
- 별표

## 공직선거에서의 ‘전부 거부' 표시 사건
공직선거에서의 ‘전부 거부' 표시 사건은 공직선거법 제150조 등 위헌확인에 대한 대한민국 헌법재판소 판례이다.

### 사실관계
청구인 유권자로 투표용지에 기재된 후보자들 중 1인을 선택하는 방식 외에, 후보자들 모두를 부적합한 인물이라고 판단하는 경우 ‘전부 거부’를 표시할 수 있는 투표방법을 규정하지 않은 것은 선거권, 표현의 자유, 양심의 자유, 행복추구권을 침해한다고 주장하면, 공직선거법 제150조 제151조 제8항, 공직선거관리규칙 제71조를 대상으로 헌법소원심판을 청구하였다.

### 결론
각하

### 이유
이 사건 조항이 ‘전부 거부’제도를 포함하지 않은 것은 국민의 선거권행사 자체와는 무관하고, 선거권행사를 제약하는 것도 아니다. 공직자를 선출하는 선거권의 보호범위에 ‘부보자 전부 거부’투표방식의 보장까지 포함된다고 보기는 곤란하다.
표현의 자유는 국가에게 국민들의 표현의 자유를 실현할 방법을 적극적으로 마련해 달라는 것까지 포함하는 것이라 볼 수 없다. 이 사건의 경우에도 표현의 자유의 보호범위에 국가가 공직후보자에 대한 ‘전부 거부’ 의사표시를 제공하지 않는 것이 청구인들의 표현의 자유를 제한하는 것이라 할 수 없다.
청구인들이 기권을 할 수 없는 것은 투표 행위는 진지한 윤리적 결정에 관계된 것이라기 보다는 공직후보자에 대한 의견의 표현행위에 관한 것이며 양심의 자유의 보호영역에 포함된다고 볼 수 없다.
후보자들에 대한 개인적 선호이 표시방법 문제일 뿐이며 행복추구권에 대한 제한이라고 볼만한 진지성과 실질을 결여하고 있다.
55. 공직선거 후보자의 실효된 형의 범죄경력 공개 사건은 공직선거법 제49조 제10항 등 위헌확인 등에 관한 중요 대한민국 헌법재판소 판례이다.

### 사실관계
청구인은 시의원에 입후보하기 위하여 선거관리위원회에 예비후보자로 등록하였는데 공직선거법 제49조에 따라 실효된 형의 범죄경력을 공개하게 되자 자신의 평등권, 사생활의 비밀과 자유, 공무담임권을 침해하는 것이라며 헌법소원을 청구하였다.

### 결론
기각

### 이유

#### 공무담임권의 침해 여부
AF 금고 이상의 형의 범죄경력을 가진 후보자의 당선기회를 봉쇄하는 것이 아니므로 공무담임권과는 직접 관련이 없다.

#### 사생활의 비밀과 자유의 제한
전과기록은 내밀한 사적 영역에 근접하는 민감한 개인정보에 해당한다고 할 수 있으므로 그 제한의 허용성의 엄격히 검증되어야 한다. 즉, 개인정보의 민감성과 그에 대립하는 공익 사이의 비례적 형량을 통하여 중대한 공적 이익을 달성하기 위한 불가피한 수단이라고 인정될 때에 한하여 제한이 허용되어야 한다.
후보자의 실효된 형까지 포함한 금고 이상의 형의 범죄경력을 공개함으로써 국민의 C를 충족하고 공정하고 정당한 선거권 행사를 보장하고자 하는 이 사건 법률조항의 입법목적은 정당하다.
공직선거 후보자의 실효된 전과기록은 비록 민감한 개인정보이기는 하나 그의 사회적 활동에 대한 비판 내지 평가의 한 자료가 되어 그의 공직 후보자로서의 자질과 적격성을 판단하는데 중요한 자료가 된다.
형이 실효되면 형의 선고로 인한 법적 불이익이 장래에 향하여 해소된다는 것을 의미하는 것일 뿐, 처음부터 형의 선고를 받지 않은 것과 동일한 결과로 되는 것은 아니다. 그러므로 실효된 전과를 이유로 피선거권의 제한 등 법적 불이익을 가하고 있는 것이 아니다.

## 같이 보기
- 대한민국의 선거
- 공직자의 병역공개 사건

## 참고 문헌
- 헌법재판소 판례 2008.4.24. 2006헌마402·531(병합)
- 헌법재판소 판례 2007.8.30. 2005헌마975